# Landeswahlkreis Niederösterreich
Der Landeswahlkreis Niederösterreich ist ein Landeswahlkreis in Österreich, der bei Wahlen zum Nationalrat für die Vergabe der Mandate im zweiten Ermittlungsverfahren gebildet wird. Der Wahlkreis umfasst das Bundesland Niederösterreich.
Bei der Nationalratswahl 2019 waren im Landeswahlkreis Niederösterreich 1.292.902 Personen wahlberechtigt, wobei bei der Wahl die Österreichische Volkspartei (ÖVP) mit 42,3 % als stärkste Partei hervorging. Von den 37 zu vergebenden Mandaten entfielen 15 auf die ÖVP, sieben auf die Sozialdemokratische Partei Österreichs (SPÖ), sechs auf die Freiheitliche Partei Österreichs (FPÖ), vier auf Die Grünen – Die Grüne Alternative (GRÜNE) und zwei auf die NEOS. Davon waren über Grundmandate in den Regionalwahlkreisen bereits 12 an die ÖVP, vier an die SPÖ und eines an die FPÖ vergeben worden.

## Geschichte
Nach dem Ende des Staates Österreich-Ungarn wurde für das Gebiet von Niederösterreich mit der Wahlordnung 1918 für die Wahl der konstituierenden Nationalversammlung insgesamt 12 Wahlkreise geschaffen, wobei zu dieser Zeit auch noch Wien und das Gebiet um Znaim zu Niederösterreich gezählt wurde. Neben den sieben Wiener Wahlkreisen und dem Znaimer Wahlkreis war das heutige Niederösterreich in die Wahlkreise Viertel oberm Wienerwald, Viertel unterm Wienerwald, Viertel oberm Manhartsberg und Viertel unterm Manhartsberg unterteilt. Nachdem Wien 1921 ein eigenständiges Bundesland geworden und das Gebiet um Znaim dem tschechoslowakischen Staat zugefallen war, bestanden auf dem Gebiet des Bundeslandes Niederösterreichs nur noch die Wahlkreise 8 bis 11, die weiterhin nach den vier Niederösterreichischen Vierteln benannt blieben. Nachdem die Wahlordnung von 1923 von der austrofaschistischen Regierung 1934 außer Kraft gesetzt worden war, wurde die ursprüngliche Einteilung der Wahlkreise nach dem Zweiten Weltkrieg mit dem Verfassungsgesetz vom 19. Oktober 1945 weitgehend wieder eingeführt. Zu kleineren Gebietsverschiebungen war es vor allem im Raum Wien gekommen, nachdem das 1938 geschaffene Groß-Wien wieder aufgelöst worden war, Teil der Wiener Umlandgemeinden jedoch dem Bundesland Wien zugeschlagen wurden. Zudem war es zwischen den Niederösterreichischen Wahlkreisen zu leichten Gebietsverschiebungen gekommen. Auch die Nationalrats-Wahlordnungsnovelle 1958 führte zu leichten Gebietsverschiebungen zwischen dem Wahlkreis Viertel unterm Wienerwald bzw. dem Wahlkreis Viertel unterm Manhartsberg berührte jedoch die prinzipielle Teilung Niederösterreichs in vier Vierteln nicht. 1971 wurde mit der Nationalrats-Wahlordnung 1971 schließlich eine tiefgreifende Wahlkreisreform durchgeführt, mit der die Anzahl der Wahlkreise in Österreich auf nur noch neun reduziert wurde. Für das Bundesland Niederösterreich bestand in der Folge nur noch ein Wahlkreis, der Wahlkreis Niederösterreich (Wahlkreis 3). Mit Inkrafttreten der Nationalrats-Wahlordnung 1992 wurde das österreichische Bundesgebiet schließlich in 43 Regionalwahlkreise unterteilt und somit ein drittes Ermittlungsverfahren eingeführt, wobei der Landeswahlkreis Niederösterreich (Wahlkreis 3) für das erste Ermittlungsverfahren in die sieben Regionalwahlkreise Weinviertel (3A), Waldviertel (3B), Mostviertel (3C), Niederösterreich Mitte (3D), Niederösterreich Süd (3E), Wien Umgebung (3F) und Niederösterreich Süd-Ost (3G) unterteilt wurde. Der Landeswahlkreis Niederösterreich erhielt in der Folge 1993 35 Mandate zugewiesen, wobei die Neuberechnung der Mandatsverteilung zwischen den Bundesländern im Jahr 2002 (nach den Ergebnissen der Volkszählung 2001) ein zusätzliches Mandat nach Niederösterreich wanderte. 2013 erfolgte eine weitere Verschiebung eines Mandates von der Steiermark nach Niederösterreich, womit nunmehr 37 Mandate auf den Landeswahlkreis Niederösterreich entfallen.
Die Regionalwahlkreise Wien Umgebung (3F) und Niederösterreich Süd-Ost (3G) wurden vor der Nationalratswahl 2017 aufgrund der Auflösung des Bezirkes Wien-Umgebung mit 1. Jänner 2017 ebenfalls aufgelöst und durch die Regionalwahlkreise Thermenregion (3F) und Niederösterreich Ost (3G) ersetzt.
Bei den Nationalratswahlen 1994 bis 1999 war die SPÖ stimmenstärkste Partei im Land, wurde aber im Jahr 2002 durch die ÖVP von der Spitze verdrängt.

## Wahlergebnisse
| Nationalratswahlen im Landeswahlkreis Niederösterreich | Nationalratswahlen im Landeswahlkreis Niederösterreich | Nationalratswahlen im Landeswahlkreis Niederösterreich | Nationalratswahlen im Landeswahlkreis Niederösterreich | Nationalratswahlen im Landeswahlkreis Niederösterreich | Nationalratswahlen im Landeswahlkreis Niederösterreich | Nationalratswahlen im Landeswahlkreis Niederösterreich | Nationalratswahlen im Landeswahlkreis Niederösterreich | Nationalratswahlen im Landeswahlkreis Niederösterreich | Nationalratswahlen im Landeswahlkreis Niederösterreich | Nationalratswahlen im Landeswahlkreis Niederösterreich | Nationalratswahlen im Landeswahlkreis Niederösterreich |
| Wahltermin                                             | GM                                                     |                                                        | SPÖ                                                    | ÖVP                                                    | FPÖ                                                    | GRÜNE                                                  | BZÖ                                                    | LIF/NEOS                                               | FRANK                                                  | PILZ/JETZT                                             | Sonstige                                               |
| ------------------------------------------------------ | ------------------------------------------------------ | ------------------------------------------------------ | ------------------------------------------------------ | ------------------------------------------------------ | ------------------------------------------------------ | ------------------------------------------------------ | ------------------------------------------------------ | ------------------------------------------------------ | ------------------------------------------------------ | ------------------------------------------------------ | ------------------------------------------------------ |
| 9. Oktober 1994                                        |                                                        | Stimmenanteile (%)                                     | 34,8                                                   | 33,9                                                   | 18,2                                                   | 5,7                                                    | -                                                      | 5,7                                                    | -                                                      | -                                                      | 1,4                                                    |
| 9. Oktober 1994                                        | 35                                                     | Grundmandate                                           | 8                                                      | 9                                                      | 1                                                      | 0                                                      | -                                                      | 0                                                      | -                                                      | -                                                      | 0                                                      |
| 17. Dezember 1995                                      |                                                        | Stimmenanteile (%)                                     | 37,9                                                   | 34,5                                                   | 17,3                                                   | 3,7                                                    | -                                                      | 5,1                                                    | -                                                      | -                                                      | 1,5                                                    |
| 17. Dezember 1995                                      | 35                                                     | Grundmandate                                           | 13                                                     | 12                                                     | 6                                                      | 1                                                      | -                                                      | 1                                                      | -                                                      | -                                                      | 0                                                      |
| 3. Oktober 1999                                        |                                                        | Stimmenanteile (%)                                     | 33,8                                                   | 32,9                                                   | 22,5                                                   | 6,0                                                    | -                                                      | 2,9                                                    | -                                                      | -                                                      | 2,0                                                    |
| 3. Oktober 1999                                        | 35                                                     | Grundmandate                                           | 11                                                     | 11                                                     | 7                                                      | 2                                                      | -                                                      | 0                                                      | -                                                      | -                                                      | 0                                                      |
| 24. November 2002                                      |                                                        | Stimmenanteile (%)                                     | 36,8                                                   | 47,8                                                   | 6,9                                                    | 7,2                                                    | -                                                      | 0,8                                                    | -                                                      | -                                                      | 0,5                                                    |
| 24. November 2002                                      | 36                                                     | Grundmandate                                           | 13                                                     | 17                                                     | 2                                                      | 2                                                      | -                                                      | 0                                                      | -                                                      | -                                                      | 0                                                      |
| 1. Oktober 2006                                        |                                                        | Stimmenanteile (%)                                     | 36,2                                                   | 39,2                                                   | 9,6                                                    | 9,0                                                    | 2,3                                                    | -                                                      | -                                                      | -                                                      | 3,7                                                    |
| 1. Oktober 2006                                        | 36                                                     | Grundmandate                                           | 13                                                     | 14                                                     | 3                                                      | 3                                                      | 0                                                      | -                                                      | -                                                      | -                                                      | 0                                                      |
| 28. September 2008                                     |                                                        | Stimmenanteile (%)                                     | 30,4                                                   | 32,2                                                   | 18,1                                                   | 8,1                                                    | 6,3                                                    | 1,8                                                    | -                                                      | -                                                      | 3,0                                                    |
| 28. September 2008                                     | 36                                                     | Grundmandate                                           | 10                                                     | 11                                                     | 6                                                      | 2                                                      | 2                                                      | 0                                                      | -                                                      | -                                                      | 0                                                      |
| 29. September 2013                                     |                                                        | Stimmenanteile (%)                                     | 27,6                                                   | 30,6                                                   | 18,8                                                   | 9,6                                                    | 2,7                                                    | 4,5                                                    | 4,7                                                    | -                                                      | 1,5                                                    |
| 29. September 2013                                     | 37                                                     | Grundmandate                                           | 10                                                     | 11                                                     | 6                                                      | 3                                                      | 0                                                      | 1                                                      | 1                                                      | -                                                      | 0                                                      |
| 15. Oktober 2017                                       |                                                        | Stimmenanteile (%)                                     | 24,8                                                   | 35,6                                                   | 25,9                                                   | 2,7                                                    | -                                                      | 4,8                                                    | -                                                      | 4,1                                                    | 1,9                                                    |
| 15. Oktober 2017                                       | 37                                                     | Grundmandate                                           | 9                                                      | 13                                                     | 9                                                      | 0                                                      | -                                                      | 1                                                      | -                                                      | 1                                                      | 0                                                      |
| 29. September 2019                                     |                                                        | Stimmenanteile (%)                                     | 19,9                                                   | 42,3                                                   | 16,4                                                   | 11,0                                                   | -                                                      | 7,7                                                    | -                                                      | 1,7                                                    | 1,0                                                    |
| 29. September 2019                                     | 37                                                     | Grundmandate                                           | 7                                                      | 15                                                     | 6                                                      | 4                                                      | -                                                      | 2                                                      | -                                                      | 0                                                      | 0                                                      |
| 29. September 2024                                     |                                                        | Stimmenanteile (%)                                     | 20,2                                                   | 29,9                                                   | 29,2                                                   | 6,7                                                    | -                                                      | 8,5                                                    | -                                                      | -                                                      | 3,5                                                    |
| 29. September 2024                                     | 37                                                     | Grundmandate                                           | 7                                                      | 11                                                     | 10                                                     | 2                                                      | -                                                      | 3                                                      | -                                                      | -                                                      | 0                                                      |